# Криль
Криль (Euphausiacea, українська назва ймовірно від норв. krill) — ряд дрібних морських нектонних ракоподібних (рачків) промислових розмірів (10—65 мм), що створюють промислові скупчення в поверхневих шарах води помірних і високих широт океанів обох півкуль. Назва «криль» походить від норвезького слова, що означає «дрібний мальок риби» (яке часто вживається для опису риби також).
Криль вважається важливою трофічною системою в нижніх ланках харчового ланцюга. Вони харчуються фітопланктоном і, меншою мірою, зоопланктоном, а також є основним джерелом їжі для багатьох більших тварин. У Південному океані один вид, антарктичний криль, складає близько 379 мільйонів тонн біомаси, що робить його одним з видів за загальною біомасою. Більша частина цієї біомаси щороку з'їдається китами, тюленями, пінгвінами, морськими птахами, кальмарами та рибою. Більшість видів крилю демонструють великі щоденні вертикальні міграції, забезпечуючи їжею хижаків біля поверхні вночі та в глибших водах вдень.
Промисловий вилов крилю ведеться в Південному океані та у водах навколо Японії. Загальний світовий вилов становить 150 000—200 000 тонн щорічно, переважно в морі Скоша. Більша частина улову крилю використовується для аквакультури та акваріумних кормів, як наживка у спортивній риболовлі або у фармацевтичній промисловості. У деяких країнах криль також вживається в їжу людиною.
Кріль також є здобиччю вусатих китів, в тому числі синього кита.

## Таксономія
Криль належить до великого підтипу членистоногих — ракоподібні (Crustacea). Найвідоміша і найбільша група ракоподібних, клас Malacostraca, включає надряд Eucarida, що складається з трьох рядів: Euphausiacea (криль), Decapoda (креветки, омари, краби) і планктонних Amphionidacea.
Порядок Euphausiacea складається з двох родин. Найчисленніша родина еуфазієві (Euphausiidae) містить 10 різних родів з 85 видами. З них рід Euphausia є найбільшим і налічує 31 вид. Менш відома родина Bentheuphausiidae містить всього один вид — Bentheuphausia amblyops, батіпелагіальний криль, що мешкає в глибоких водах на глибині до кілометра. Він вважається найпримітивнішим видом крилю, що зберігся до наших днів.
Добре відомі види Euphausiidae, що використовуються для промислового вилову, включають антарктичний (Euphausia superba), тихоокеанський (E. pacifica) і північний криль (Meganyctiphanes norvegica).

## Поширення
Криль зустрічається по всьому світу в усіх океанах, хоча багато окремих видів мають ендемічне або неритове (тобто прибережне) поширення. Bentheuphausia amblyops, батіпелагіальний вид, має космополітичний глибоководний ареал.
Види роду Thysanoessa зустрічаються як в Атлантичному, так і в Тихому океанах. Рід Euphausia pacifica мешкає в Тихому океані. Північний криль зустрічається в Атлантичному океані та Середземному морі.
До видів з неритовим поширенням належать чотири види роду Nyctiphanes. Вони дуже поширені вздовж районів апвелінгу Каліфорнійської, Гумбольдтової, Бенгельської та Канарської течій. Ще один вид, що має лише неритове поширення — E. crystallorophias, який є ендеміком антарктичного узбережжя.

## Значення крилю в океанічних екосистемах
Криль, перебуваючи на початку харчових ланцюгів, є основою ряду океанічних екосистем (наприклад, прибережних екосистем Антарктиди): харчуючись фітопланктоном і дрібним зоопланктоном, він, своєю чергою, служить їжею вусатих китів, тюленів-крабоїдів, пелагічних риб і птахів.